# 派尔巴赫 (奥地利)
派尔巴赫（德語：Payerbach）是奥地利下奥地利州诺因基兴县的一个市镇。总面积17.66平方公里，总人口2248人，人口密度127.3人/平方公里（2005年）。